# Ácido aldônico

Estrutura química do ácido glucônico, o ácido aldônico derivado da glucose.

Um ácido aldônico (português brasileiro) ou ácido aldónico (português europeu) é um ácido de açúcar obtido pela oxidação do grupo aldeído de uma aldose a ácido carboxílico. Sua fórmula geral é HOOC-(CHOH)n-CH2OH. A oxidação da hidroxila terminal a ácido carboxílico gera um ácido urônico e a oxidação dos dois extremos (a um ácido dicarboxílico) gera um ácido aldárico.

A nomenclatura dos ácidos aldônicos e suas lactonas é baseada na transformação de X-ose em ácido X-onico ou X-onolactose, respectivamente; assim, a D-glucose é oxidada ao ácido D-glucônico e D-gluconolactose.